# Bagneux (Hauts-de-Seine)
Bagneux je město v jižní části metropolitní oblasti Paříže ve Francii v departmentu Hauts-de-Seine a regionu Île-de-France. Od centra Paříže je vzdálené 7,7 km.

## Geografie
Sousední obce: Montrouge, Châtillon, Fontenay-aux-Roses, Sceaux, Bourg-la-Reine, Arcueil a Cachan.

## Vývoj počtu obyvatel
Počet obyvatel

## Partnerská města
- Grand-Bourg, Francie, 1999
- Neath-Port-Talbot, Spojené království, 1980
- Turín, Itálie, 1980
- Vanadzor, Arménie, 1968